# Kościół św. Rocha w Konopnicy
Kościół świętego Rocha – rzymskokatolicki kościół parafialny należący do parafii pod tym samym wezwaniem (dekanat Osjaków archidiecezji częstochowskiej).

## Historia
Jest to świątynia wzniesiona w 1642 roku na miejscu wcześniejszego Kościoła. Ufundowana została przez starostę spicymierskiego Hieronima Konopnickiego. Od 1673 do 1864 roku była w posiadaniu zakonu Paulinów, sprowadzonych do Konopnicy z Częstochowy przez arcybiskupa Jana Wężyka. Rok po wybuchu powstania styczniowego skasowano kościół i dobra klasztorne. Ostatni z zakonników – administrator, przebywał w Konopnicy do momentu swej śmierci w 1876 roku.

## Architektura i wnętrze
Świątynia reprezentuje styl wczesnobarokowy. Nie jest otynkowana. Została zbudowana na planie prostokąta. Jej prezbiterium jest półkoliście zamknięte. Budowlę nakrywa dach dwuspadowy. Wewnątrz kościoła jest umieszczony herb i portret fundatora Hieronima Konopnickiego otoczony herbami: Jastrzębiec, Pomian, Poraj i Korab.
Kościół posiada barokowy wystrój wnętrza. Należą do niego: ołtarz główny, reprezentujący styl późnobarokowy, wykonany w 1786 roku, ozdobiony obrazem patrona parafii św. Rocha, dwa ołtarze boczne – Przemienienia Pańskiego i Świętej Rodziny Chrystusowej (obraz z ołtarza Świętej Rodziny jest dziełem włoskiego artysty Filipa Castalodiego) oraz pozostałe ołtarze dedykowane: Najświętszej Maryi Pannie Częstochowskiej, św. Antoniemu Padewskiemu i Aniołom Stróżom.